# Absorpcja rentgenowska
Absorpcja rentgenowska – technika analityczna należąca do absorpcyjnych metod spektroskopii atomowej pozwalająca na rejestrowanie i analizę efektów oddziaływania promieniowania rentgenowskiego z materią. Promieniowanie Rtg pozwala na ilościową jak i jakościową analizę badanej substancji. Służą do tego celu metody związane z rentgenowską analizą fluorescencyjną z dyspersją energii (EDXRF) jak i z dyspersją długości fali (WDXRF).